# The Prisoner (miniserie televisiva)
The Prisoner è una miniserie televisiva statunitense del 2009, basata sulla serie televisiva inglese Il prigioniero (1967). Prodotta da AMC con l'aiuto del canale britannico ITV, la serie è composta da sei episodi, della durata di 45 minuti l'uno, trasmessi in tre serate consecutive dal 15 al 17 novembre 2009. In Italia, la miniserie è stata trasmessa in prima visione su FX a partire dal 22 luglio 2010.

## Trama
Un newyorkese si risveglia in un luogo chiamato il Villaggio, retto da un uomo noto come Due. Nel Villaggio ognuno è identificato solo da un numero e tutti quanti si riferiscono a lui come Sei, nonostante egli sappia di avere un altro nome, e sembrano sapere chi sia. Gli viene detto che abita nel Villaggio e che questo è la sola realtà esistente. La missione di Sei diventa scoprire dove si trovi il Villaggio, chi sia Due e perché lo stia tenendo prigioniero in quel luogo (nonostante Due continui a ripetere a Sei che è un uomo libero), e come sia possibile fuggire dal Villaggio per ritornare alla propria vita a New York. Sei deve scoprire di chi, tra gli abitanti del Villaggio, può fidarsi - tra questi una dottoressa di nome 313, il tassista 147 e lo stesso figlio di Due di nome 11-12 - nella sua ricerca di un sistema per fuggire dal Villaggio. Sei ha anche ricorrenti flashback della sua vita a New York, incluso un incontro con una donna di nome Lucy, che potrebbe essere parte della chiave per scoprire perché si trovi nel Villaggio

## Episodi
| nº | Titolo originale | Titolo italiano | Prima TV USA     | Prima TV Italia |
| -- | ---------------- | --------------- | ---------------- | --------------- |
| 1  | Arrival          | L'arrivo        | 15 novembre 2009 | 22 luglio 2010  |
| 2  | Harmony          | Armonia         | 15 novembre 2009 | 29 luglio 2010  |
| 3  | Anvil            | Doppio gioco    | 16 novembre 2009 | 5 agosto 2010   |
| 4  | Darling          | Amore indotto   | 16 novembre 2009 | 12 agosto 2010  |
| 5  | Schizoid         | Alter ego       | 17 novembre 2009 | 19 agosto 2010  |
| 6  | Checkmate        | Scacco matto    | 17 novembre 2009 | 26 agosto 2010  |

### L'arrivo
Sei si risveglia in pieno deserto, dove vede un vecchio, denominato 93, a cui degli inseguitori stanno sparando. Ferito, 93 viene trascinato in una caverna da Sei a cui, prima di morire, chiede di andare da 554 e dire a tutti che è possibile fuggire. Sei seppellisce 93 in una tomba poco profonda e si ritrova in un Villaggio apparentemente civilizzato e pacifico, dove incontra Due e viene pressato perché confessi dove si trova il vecchio che ha incontrato. Alla fine trova un confidente in 554 la quale lavora come cameriera in un ristorante del villaggio. Sei scopre di avere una casa e di potersi muovere liberamente nel Villaggio ma non riesce ad uscirne. Il luogo rispecchia nelle abitazioni una struttura che le rende tutte simili e lo stesso vale per i mezzi di trasporto e l'ambiente urbano. Il tutto crea un senso di annullamento delle caratteristiche individuali, aumentato dal fatto che gli individui sono identificati da un numero e non da un nome e cognome. Sei riesce però a ricordare di aver vissuto in una città che dice essere New York. 554 sembra dargli ascolto ed è anch'essa convinta dell'esistenza di una vita precedente a quella vissuta nel Villaggio. Trova però la morte in seguito ad una misteriosa esplosione nel ristorante dove lavora. Sei è convinto più che mai di essere in una qualche forma di prigione e tenta l'ennesima fuga.

### Armonia
Sei non riesce a fuggire in quanto viene catturato da quella che sembra essere una bolla in grado di assorbire le persone. Una volta rilasciato dalla Clinica del Villaggio conosce 16, una persona (padre di famiglia) che sostiene di essere suo fratello. Sei ha dei vaghi ricordi di averne avuto uno ma sente che 16 gli sta mentendo. La sua integrazione nel Villaggio continua e gli viene affidato il ruolo di conduttore di bus in gite turistiche guidate. Il percorso prevede un tratto di strada che porta anche nel deserto (apparentemente infinito) che circonda il Villaggio. Sei vede però un'àncora molto grande conficcata nella sabbia e questo alimenta il suo sospetto di essere vicino al mare (o oceano che sia). Oltre al lavoro deve sottoporsi a sedute di psicoterapia dove due psicologi (apparentemente gemelli) cercano di fargli credere che non ha senso mettere in discussione il mondo che lo circonda. Se c'è un problema non risiede nella società che gli viene offerta ma è nel suo modo di percepire se stesso e il mondo. Sei non ci crede, non accetta di essere un numero e così con l'aiuto di 16 (il quale gli rivela di non essere il fratello) e di una donna conosciuta, per caso riesce a raggiungere la spiaggia di un oceano. Forse la fuga da quella realtà esiste. Presto però interviene un'altra bolla che uscendo dall'acqua ingloba 16.

### Doppio gioco
Sei si risveglia alla clinica, ancora una volta prigioniero del Villaggio. Due sembra particolarmente interessato a lui e decide di inserirlo nel sistema di sorveglianza, affiancandolo all'agente 909. Sei si ritrova all'interno di un complesso sistema di spionaggio dove gran parte dei cittadini spiano l'altra parte e il tutto avviene con telecamere a fibra ottica, microfoni e la scrupolosa annotazione della routine quotidiana degli abitanti. Il fine ultimo è quello di individuare i sognatori, cioè un gruppo di cittadini che è in grado di immaginare una realtà al di fuori del sistema in cui vivono. Sorprendentemente Sei scopre che 909 ha una relazione con 11-12 (presunto figlio di Due). La loro storia finisce con l'assassinio di 909 e l'ennesimo tentativo di ribellione di Sei, che viene condannato alla detenzione nel Tunnel. In queste strutture sotterranee si trovano altre persone, apparentemente in attesa di essere riabilitate.

### Amore indotto
L'episodio si apre senza una apparente connessione a quanto è avvenuto alla fine di quello precedente. Sei non è più nel Tunnel ma si ritrova al villaggio e subisce l'ennesima manipolazione da parte di Due. Questa volta la sua omologazione alla vita del Villaggio viene forzata attraverso una storia d'amore. Sei si innamora (apparentemente grazie ad un siero di compatibilità) ad una donna non vedente. Questa è in realtà Lucy, la stessa persona che appare nei continui flashback di Sei, questi ci presentano la sua vita prima del misterioso arrivo al Villaggio. I due si stanno anche per sposare ma la cerimonia non si celebra anche grazie all'intervento di 313, la dottoressa segretamente innamorata di Sei. A fine episodio Lucy sembra riacquistare la vista e sostiene di ricordarsi di Sei e della loro relazione precedente. Mai come ora il protagonista (e non solo) si trova in uno stato confusionale, non riesce più a fidarsi delle sue percezioni e dei suoi ricordi.

### Alter ego
Nel Villaggio si aggira un'altra persona identica in tutto e per tutto a Sei, che però è la sua parte cattiva e vuole vendicarsi e uccidere Due. Intanto Due cerca di far recuperare la fiducia di suo figlio nei confronti del Villaggio e gli propone di risvegliare sua madre, affinché possano passare la giornata insieme. Nel Villaggio sembra che ci sia anche qualcun altro che si spaccia per Due, è identico a lui, ma fa e dice cose strane. 1112 dice alla madre che vorrebbe andarsene dal villaggio, ma lei gli rivela che solo le persone non nate nel Villaggio ci possono andare, mentre lui essendo nato lì non può raggiungere l'altro luogo e che le buche nel terreno si creano quando lei è sveglia. Intanto nei flashback sulla vita fuori dal villaggio Sei si dirige alla SUMMAKOR e riesce a farsi portare al piano degli scopi, dove entra in una stanza piena di monitor in cui sono proiettate le vite di alcune persone (che ora si trovano al Villaggio) e che erano le persone che lui studiava quando lavorava lì. Al villaggio il finto Sei raggiunge Due e sta per ucciderlo, quando il vero Sei interviene e lo ferma.

### Scacco matto
Sei si reca in clinica per alcuni esami, ma 313 gli dice che è gravemente malato e sta per morire. Due infatti gli dice che ha provato di tutto per farlo integrare, ma non è servito a nulla, ora o decide di integrarsi o muore. Intanto 313 ha sempre più spesso delle visioni molto angoscianti della sua vita passata.
Flashback sulla vita fuori dal Villaggio: Sei viene condotto dal Signor Curtis che gli vuole parlare. Tutte le persone che incontra nel tragitto sono persone che ha già visto al Villaggio. Quando arriva a casa del Signor Curtis (che è poi Due), Sei incontra la moglie, che è una biochimica che ha ipotizzato l'esistenza di più livelli di coscienza a cui è possibile portare le persone che hanno dei disturbi e farle guarire grazie ad una vita in un ambiente con valori semplici. La donna è stata la prima persona ad entrare nel Villaggio; è stata lei a creare tutto, anche suo figlio.
Al Villaggio: 1112 soffoca la madre mentre dorme e si uccide a sua volta. Al funerale ci sono tutti: Sei dice a Due che le voragini nel terreno stanno peggiorando sempre di più e che per salvarsi devono fuggire tutti, ma Due dice che non può far niente e di chiedere a Sei, perché è lui il numero uno. Sei si trova in tasca le stesse pillole che tenevano la moglie di Due in stato di incoscienza e le permettevano di sognare. Sta per prenderle quando 313 si sacrifica per lui e le prende al suo posto, mentre lui diventerà il nuovo capo del Villaggio.